# Campionati del mondo di atletica leggera 2011 - Eptathlon
L'eptathlon femminile ai campionati del mondo di atletica leggera 2011 si è tenuto il 29 e 30 agosto: per qualificarsi al mondiale, i punteggi standard erano di 6150 punti (standard A) e 5950 (standard B).
Il podio è cambiato dopo la squalifica postuma (datata novembre 2016) della russa Tat'jana Černova.

## Programma orario
| Data           | Orario | Prova                  |
| -------------- | ------ | ---------------------- |
| 29 August 2011 | 10:00  | 100 m Ostacoli         |
|                | 11:00  | Salto in Alto          |
|                | 19:05  | Getto del peso         |
|                | 20:35  | 200 m                  |
| 30 August 2011 | 10:00  | Salto in Lungo         |
|                | 12:50  | Lancio del Giavellotto |
|                | 20:00  | 800 m                  |
|                | 20:00  | Classifica Finale      |

## Risultati

### 100 m ostacoli
Vento
Batteria 1: +0.4 m/s 
Batteria 2: +0.9 m/s, 
Batteria 3: +1.6 m/s, 
Batteria 4: +1.7 m/s
| Pos | Batteria | Nome                       | Nazione       | Tempo | Punti | Note |
| --- | -------- | -------------------------- | ------------- | ----- | ----- | ---- |
| 1   | 1        | Hyleas Fountain            | Stati Uniti   | 12.93 | 1135  | SB   |
| 2   | 1        | Jessica Ennis              | Gran Bretagna | 12.94 | 1133  |      |
| 3   | 1        | Jessica Zelinka            | Canada        | 13.01 | 1123  | SB   |
| 4   | 2        | Karolina Tymińska          | Polonia       | 13.12 | 1106  | PB   |
| 5   | 1        | Louise Hazel               | Gran Bretagna | 13.24 | 1089  | PB   |
| 6   | 2        | Tat'jana Černova           | Russia        | 13.32 | 1077  | PB   |
| 7   | 1        | Jennifer Oeser             | Germania      | 13.33 | 1075  |      |
| 8   | 4        | Sara Aerts                 | Belgio        | 13.38 | 1068  | SB   |
| 9   | 3        | Margaret Simpson           | Ghana         | 13.43 | 1060  | SB   |
| 9   | 4        | Natalija Dobryns'ka        | Ucraina       | 13.43 | 1060  | PB   |
| 11  | 2        | Anna Bogdanova             | Russia        | 13.44 | 1059  | SB   |
| 11  | 2        | Grit Šadeiko               | Estonia       | 13.44 | 1059  | PB   |
| 11  | 2        | Francesca Doveri           | Italia        | 13.44 | 1059  | SB   |
| 14  | 1        | Antoinette Nana Djimou Ida | Francia       | 13.48 | 1053  |      |
| 15  | 2        | Ljudmyla Josypenko         | Ucraina       | 13.49 | 1052  | PB   |
| 16  | 3        | Remona Fransen             | Paesi Bassi   | 13.57 | 1040  | PB   |
| 17  | 3        | Ruky Abdulai               | Canada        | 13.60 | 1036  | PB   |
| 18  | 3        | Wassana Winatho            | Thailandia    | 13.62 | 1033  | PB   |
| 19  | 1        | Lilli Schwarzkopf          | Germania      | 13.65 | 1028  |      |
| 20  | 3        | Sharon Day                 | Stati Uniti   | 13.69 | 1023  | PB   |
| 21  | 3        | Jessica Samuelsson         | Svezia        | 13.77 | 1011  | PB   |
| 22  | 3        | Kateřina Cachová           | Rep. Ceca     | 13.81 | 1005  | SB   |
| 23  | 4        | Ida Marcussen              | Norvegia      | 13.96 | 984   | PB   |
| 23  | 4        | Austra Skujytė             | Lituania      | 13.96 | 984   | PB   |
| 25  | 2        | Aiga Grabuste              | Lettonia      | 14.06 | 970   |      |
| 26  | 4        | Alina F'odorova            | Ucraina       | 14.06 | 970   | PB   |
| 27  | 4        | Julia Mächtig              | Germania      | 14.15 | 957   | SB   |
| 28  | 4        | Györgyi Farkas             | Ungheria      | 14.32 | 934   |      |

### Salto in alto
| Pos | Gruppo | Nome                       | Nazione       | 1.59 | 1.62 | 1.65 | 1.68 | 1.71 | 1.74 | 1.77 | 1.80 | 1.83 | 1.86 | 1.89 | 1.92 | Ris. | Punti | Note | Generale |
| --- | ------ | -------------------------- | ------------- | ---- | ---- | ---- | ---- | ---- | ---- | ---- | ---- | ---- | ---- | ---- | ---- | ---- | ----- | ---- | -------- |
| 1   | A      | Hyleas Fountain            | Stati Uniti   | –    | –    | –    | –    | o    | o    | o    | o    | o    | o    | xxo  | xxx  | 1.89 | 1093  | SB   | 2228     |
| 2   | A      | Austra Skujytė             | Lituania      | –    | –    | –    | –    | o    | o    | o    | xo   | xo   | xo   | xxx  |      | 1.86 | 1054  |      | 2038     |
| 3   | A      | Jessica Ennis              | Gran Bretagna | –    | –    | –    | –    | –    | o    | o    | xo   | xo   | xxo  | xxx  |      | 1.86 | 1054  |      | 2187     |
| 4   | A      | Natalija Dobryns'ka        | Ucraina       | –    | –    | –    | –    | o    | o    | o    | o    | o    | xxx  |      |      | 1.83 | 1016  | SB   | 2076     |
| 5   | A      | Anna Bogdanova             | Russia        | –    | –    | –    | –    | –    | xo   | o    | o    | o    | xxx  |      |      | 1.83 | 1016  |      | 2075     |
| 6   | A      | Antoinette Nana Djimou Ida | Francia       | –    | –    | –    | –    | xo   | o    | xxo  | xo   | o    | xxx  |      |      | 1.83 | 1016  | SB   | 2069     |
| 7   | A      | Ljudmyla Josypenko         | Ucraina       | –    | –    | o    | o    | o    | o    | xo   | xo   | xo   | xxx  |      |      | 1.83 | 1016  | SB   | 2068     |
| 8   | A      | Tat'jana Černova           | Russia        | –    | –    | –    | –    | o    | o    | o    | o    | xxo  | xxx  |      |      | 1.83 | 1016  | SB   | 2093     |
| 9   | A      | Jennifer Oeser             | Germania      | –    | –    | –    | –    | o    | o    | xo   | xo   | xxo  | xxx  |      |      | 1.83 | 1016  | SB   | 2091     |
| 10  | A      | Remona Fransen             | Paesi Bassi   | –    | –    | –    | –    | o    | o    | o    | o    | xxx  |      |      |      | 1.80 | 978   |      | 2018     |
| 10  | B      | Lilli Schwarzkopf          | Germania      | –    | –    | o    | o    | o    | o    | o    | o    | xxx  |      |      |      | 1.80 | 978   | SB   | 2006     |
| 12  | A      | Ruky Abdulai               | Canada        | –    | –    | o    | o    | o    | xo   | o    | o    | xxx  |      |      |      | 1.80 | 978   | SB   | 2014     |
| 12  | B      | Margaret Simpson           | Ghana         | –    | –    | o    | o    | o    | o    | xo   | o    | xxx  |      |      |      | 1.80 | 978   | SB   | 2038     |
| 14  | A      | Alina F'odorova            | Ucraina       | –    | –    | o    | o    | o    | o    | o    | xo   | xxx  |      |      |      | 1.80 | 978   |      | 1948     |
| 15  | A      | Sharon Day                 | Stati Uniti   | –    | –    | –    | –    | –    | xo   | o    | xo   | xxx  |      |      |      | 1.80 | 978   |      | 2001     |
| 16  | B      | Julia Mächtig              | Germania      | –    | –    | –    | o    | o    | o    | xo   | xxo  | xxx  |      |      |      | 1.80 | 978   | SB   | 1935     |
| 16  | B      | Györgyi Farkas             | Ungheria      | –    | o    | o    | o    | o    | xo   | o    | xxo  | xxx  |      |      |      | 1.80 | 978   | SB   | 1912     |
| 18  | A      | Kateřina Cachová           | Rep. Ceca     | –    | –    | o    | o    | xxo  | xo   | o    | xxx  |      |      |      |      | 1.77 | 941   |      | 1946     |
| 19  | B      | Grit Šadeiko               | Estonia       | –    | o    | o    | o    | o    | xo   | xxx  |      |      |      |      |      | 1.74 | 903   |      | 1962     |
| 20  | B      | Louise Hazel               | Gran Bretagna | o    | o    | o    | o    | xo   | xxo  | xxx  |      |      |      |      |      | 1.74 | 903   | PB   | 1992     |
| 21  | B      | Karolina Tymińska          | Polonia       | –    | –    | xo   | o    | xxo  | xxo  | xxx  |      |      |      |      |      | 1.74 | 903   | SB   | 2009     |
| 22  | B      | Sara Aerts                 | Belgio        | –    | xo   | o    | xxo  | xxo  | xxo  | xxx  |      |      |      |      |      | 1.74 | 903   | SB   | 1971     |
| 23  | B      | Ida Marcussen              | Norvegia      | –    | –    | o    | xo   | o    | xxx  |      |      |      |      |      |      | 1.71 | 867   |      | 1851     |
| 24  | B      | Aiga Grabuste              | Lettonia      | –    | –    | xo   | xo   | o    | xxx  |      |      |      |      |      |      | 1.71 | 867   |      | 1837     |
| 25  | B      | Francesca Doveri           | Italia        | o    | xo   | o    | xo   | xxo  | xxx  |      |      |      |      |      |      | 1.71 | 867   | SB   | 1926     |
| 26  | B      | Jessica Zelinka            | Canada        | –    | o    | o    | o    | xxx  |      |      |      |      |      |      |      | 1.68 | 830   |      | 1953     |
| 26  | B      | Jessica Samuelsson         | Svezia        | –    | o    | o    | o    | xxx  |      |      |      |      |      |      |      | 1.68 | 830   |      | 1841     |
| 28  | B      | Wassana Winatho            | Thailandia    | xo   | o    | o    | xxo  | xxx  |      |      |      |      |      |      |      | 1.68 | 830   |      | 1863     |

### Getto del peso
| Pos | Gruppo | Nome                       | Nazione       | #1    | #2    | #3    | Ris   | Punti | Note | Generale |
| --- | ------ | -------------------------- | ------------- | ----- | ----- | ----- | ----- | ----- | ---- | -------- |
| 1   | A      | Austra Skujytė             | Lituania      | 16.71 | 16.33 | 16.34 | 16.71 | 976   |      | 3014     |
| 2   | A      | Natalija Dobryns'ka        | Ucraina       | 15.62 | 16.14 | 15.67 | 16.14 | 937   | SB   | 3013     |
| 3   | A      | Julia Mächtig              | Germania      | 12.20 | 14.67 | 15.24 | 15.24 | 877   | SB   | 2812     |
| 4   | A      | Jessica Zelinka            | Canada        | 14.91 | 14.33 | 14.67 | 14.91 | 855   | SB   | 2808     |
| 5   | A      | Lilli Schwarzkopf          | Germania      | 14.08 | 14.56 | 14.89 | 14.89 | 854   | PB   | 2860     |
| 6   | A      | Karolina Tymińska          | Polonia       | 14.53 | 14.40 | 14.70 | 14.70 | 841   | SB   | 2850     |
| 7   | A      | Jessica Ennis              | Gran Bretagna | 14.67 | 14.51 | 14.57 | 14.67 | 839   | PB   | 3026     |
| 8   | A      | Jessica Samuelsson         | Svezia        | 14.12 | 14.30 | 14.52 | 14.52 | 829   |      | 2670     |
| 9   | A      | Anna Bogdanova             | Russia        | 13.55 | 13.42 | 14.52 | 14.52 | 829   | SB   | 2904     |
| 10  | A      | Aiga Grabuste              | Lettonia      | 12.13 | X     | 14.46 | 14.46 | 825   | SB   | 2662     |
| 11  | B      | Sharon Day                 | Stati Uniti   | 14.28 | 12.74 | X     | 14.28 | 813   | PB   | 2814     |
| 12  | A      | Alina F'odorova            | Ucraina       | 14.09 | 14.18 | X     | 14.18 | 806   |      | 2754     |
| 13  | B      | Tat'jana Černova           | Russia        | 13.47 | 13.84 | 14.17 | 14.17 | 805   | SB   | 2898     |
| 14  | A      | Antoinette Nana Djimou Ida | Francia       | 13.97 | 14.07 | 13.42 | 14.07 | 799   |      | 2868     |
| 15  | A      | Jennifer Oeser             | Germania      | 13.30 | 13.70 | 13.56 | 13.70 | 774   |      | 2865     |
| 16  | A      | Remona Fransen             | Paesi Bassi   | 13.67 | 13.02 | 13.06 | 13.67 | 772   |      | 2790     |
| 17  | B      | Ljudmyla Josypenko         | Ucraina       | 11.99 | 13.02 | 13.16 | 13.16 | 738   | PB   | 2806     |
| 18  | B      | Ida Marcussen              | Norvegia      | 12.15 | 12.09 | 12.81 | 12.81 | 715   |      | 2566     |
| 19  | B      | Györgyi Farkas             | Ungheria      | 12.59 | 12.45 | 12.75 | 12.75 | 711   |      | 2623     |
| 20  | B      | Sara Aerts                 | Belgio        | 11.84 | 11.55 | 12.49 | 12.49 | 694   |      | 2665     |
| 21  | B      | Margaret Simpson           | Ghana         | 12.47 | 12.48 | 12.39 | 12.48 | 693   |      | 2731     |
| 22  | B      | Louise Hazel               | Gran Bretagna | 12.28 | X     | 12.36 | 12.36 | 685   | SB   | 2677     |
| 23  | B      | Hyleas Fountain            | Stati Uniti   | 11.73 | 12.20 | 12.19 | 12.20 | 674   |      | 2902     |
| 24  | B      | Francesca Doveri           | Italia        | 11.30 | 11.25 | 11.76 | 11.76 | 645   |      | 2571     |
| 25  | B      | Ruky Abdulai               | Canada        | 11.37 | 11.72 | 10.81 | 11.72 | 643   | PB   | 2657     |
| 26  | B      | Kateřina Cachová           | Rep. Ceca     | 11.23 | 11.64 | 10.97 | 11.64 | 637   |      | 2583     |
| 27  | B      | Grit Šadeiko               | Estonia       | 11.46 | X     | 11.41 | 11.46 | 625   |      | 2587     |
|     | B      | Wassana Winatho            | Thailandia    |       |       |       | DNS   | 0     |      | DNF      |

### 200 m piani
Vento
Batteria 1: -1.5 m/s, Batteria 2: -1.2 m/s,Batteria 3: -1.1 m/s, Batteria4: -1.3 m/s
| Pos | Batt. | Nome                       | Nazione       | Tempo | Punti | Note | Generale |
| --- | ----- | -------------------------- | ------------- | ----- | ----- | ---- | -------- |
| 1   | 1     | Jessica Ennis              | Gran Bretagna | 23.27 | 1052  |      | 4078     |
| 2   | 1     | Tat'jana Černova           | Russia        | 23.50 | 1029  | PB   | 3927     |
| 3   | 1     | Karolina Tymińska          | Polonia       | 23.87 | 993   |      | 3843     |
| 4   | 1     | Hyleas Fountain            | Stati Uniti   | 23.96 | 985   |      | 3887     |
| 5   | 1     | Jessica Zelinka            | Canada        | 24.06 | 975   |      | 3783     |
| 6   | 1     | Ljudmyla Josypenko         | Ucraina       | 24.09 | 972   |      | 3778     |
| 7   | 2     | Louise Hazel               | Gran Bretagna | 24.25 | 957   |      | 3634     |
| 8   | 2     | Grit Šadeiko               | Estonia       | 24.39 | 944   | PB   | 3531     |
| 9   | 2     | Ruky Abdulai               | Canada        | 24.50 | 933   |      | 3590     |
| 10  | 2     | Jessica Samuelsson         | Svezia        | 24.55 | 929   |      | 3599     |
| 11  | 1     | Jennifer Oeser             | Germania      | 24.58 | 926   |      | 3791     |
| 12  | 2     | Aiga Grabuste              | Lettonia      | 24.83 | 902   |      | 3564     |
| 13  | 3     | Sharon Day                 | Stati Uniti   | 25.01 | 886   |      | 3700     |
| 14  | 3     | Remona Fransen             | Paesi Bassi   | 25.17 | 871   |      | 3661     |
| 15  | 2     | Antoinette Nana Djimou Ida | Francia       | 25.19 | 869   |      | 3737     |
| 16  | 3     | Margaret Simpson           | Ghana         | 25.23 | 866   |      | 3597     |
| 17  | 4     | Alina F'odorova            | Ucraina       | 25.35 | 855   | PB   | 3609     |
| 17  | 3     | Natalija Dobryns'ka        | Ucraina       | 25.35 | 855   |      | 3868     |
| 19  | 3     | Kateřina Cachová           | Rep. Ceca     | 25.36 | 854   |      | 3437     |
| 20  | 2     | Francesca Doveri           | Italia        | 25.45 | 846   |      | 3417     |
| 21  | 4     | Julia Mächtig              | Germania      | 25.54 | 838   | SB   | 3650     |
| 22  | 4     | Anna Bogdanova             | Russia        | 25.64 | 829   |      | 3733     |
| 23  | 4     | Ida Marcussen              | Norvegia      | 25.74 | 820   |      | 3386     |
| 24  | 3     | Lilli Schwarzkopf          | Germania      | 25.82 | 813   |      | 3673     |
| 25  | 4     | Austra Skujytė             | Lituania      | 26.04 | 794   |      | 3808     |
| 26  | 4     | Györgyi Farkas             | Ungheria      | 26.35 | 767   |      | 3390     |
|     | 4     | Sara Aerts                 | Belgio        | DNS   | –     |      | DNF      |

### Salto in lungo
| Pos | Gruppo | Nome                       | Nazione       | #1   | #2   | #3   | Ris  | Punti | Note | Generale |
| --- | ------ | -------------------------- | ------------- | ---- | ---- | ---- | ---- | ----- | ---- | -------- |
| 1   | A      | Tat'jana Černova           | Russia        | 6.38 | 6.61 | X    | 6.61 | 1043  |      | 4970     |
| 2   | A      | Jessica Ennis              | Gran Bretagna | 6.27 | 6.51 | 6.30 | 6.51 | 1010  | PB   | 5088     |
| 3   | A      | Aiga Grabuste              | Lettonia      | 6.31 | 5.96 | 6.45 | 6.45 | 991   |      | 4555     |
| 4   | A      | Hyleas Fountain            | Stati Uniti   | 6.45 | X    | 6.28 | 6.45 | 991   |      | 4878     |
| 5   | A      | Karolina Tymińska          | Polonia       | 6.39 | 6.32 | 6.28 | 6.39 | 972   |      | 4815     |
| 6   | A      | Anna Bogdanova             | Russia        | 6.38 | 5.60 | 6.09 | 6.38 | 969   |      | 4702     |
| 7   | A      | Ruky Abdulai               | Canada        | 6.11 | 6.30 | 5.99 | 6.30 | 943   |      | 4533     |
| 8   | A      | Jennifer Oeser             | Germania      | X    | 6.28 | 6.14 | 6.28 | 937   |      | 4728     |
| 9   | A      | Grit Šadeiko               | Estonia       | X    | X    | 6.28 | 6.28 | 937   | SB   | 4468     |
| 10  | A      | Louise Hazel               | Gran Bretagna | 6.15 | 6.25 | 6.12 | 6.25 | 927   |      | 4561     |
| 11  | B      | Natalija Dobryns'ka        | Ucraina       | 6.18 | 6.10 | 6.10 | 6.18 | 905   |      | 4773     |
| 12  | B      | Lilli Schwarzkopf          | Germania      | 6.18 | 6.04 | 5.95 | 6.18 | 905   | SB   | 4578     |
| 13  | B      | Jessica Zelinka            | Canada        | 6.16 | 5.78 | X    | 6.16 | 899   | SB   | 4682     |
| 14  | A      | Antoinette Nana Djimou Ida | Francia       | 6.13 | 6.02 | 5.86 | 6.13 | 890   |      | 4627     |
| 15  | B      | Francesca Doveri           | Italia        | 6.09 | X    | 5.82 | 6.09 | 877   |      | 4294     |
| 16  | A      | Remona Fransen             | Paesi Bassi   | 6.06 | X    | X    | 6.06 | 868   |      | 4529     |
| 17  | B      | Jessica Samuelsson         | Svezia        | 6.01 | 6.05 | X    | 6.05 | 865   |      | 4464     |
| 18  | A      | Austra Skujytė             | Lituania      | X    | 6.05 | 5.85 | 6.05 | 865   |      | 4673     |
| 19  | B      | Ljudmyla Josypenko         | Ucraina       | 6.03 | 5.97 | 5.87 | 6.03 | 859   |      | 4637     |
| 20  | A      | Julia Mächtig              | Germania      | 5.98 | 5.92 | X    | 5.98 | 843   |      | 4493     |
| 21  | B      | Alina F'odorova            | Ucraina       | 5.98 | 5.44 | 5.63 | 5.98 | 843   | PB   | 4452     |
| 22  | B      | Kateřina Cachová           | Rep. Ceca     | 5.65 | 5.49 | 5.97 | 5.97 | 840   |      | 4277     |
| 23  | B      | Ida Marcussen              | Norvegia      | 5.70 | X    | 5.88 | 5.88 | 813   |      | 4199     |
| 24  | B      | Margaret Simpson           | Ghana         | 4.70 | X    | 5.88 | 5.88 | 813   |      | 4410     |
| 25  | B      | Sharon Day                 | Stati Uniti   | 5.64 | X    | 5.87 | 5.87 | 810   |      | 4510     |
| 26  | B      | Györgyi Farkas             | Ungheria      | 5.58 | 5.78 | 5.58 | 5.78 | 783   |      | 4173     |

### Lancio del giavellotto
| Pos | Gruppo | Nome                       | Nazione       | #1    | #2    | #3    | Ris   | Punti | Note | Overall |
| --- | ------ | -------------------------- | ------------- | ----- | ----- | ----- | ----- | ----- | ---- | ------- |
| 1   | A      | Antoinette Nana Djimou Ida | Francia       | 55.79 | 50.77 | 54.17 | 55.79 | 973   | PB   | 5600    |
| 2   | A      | Margaret Simpson           | Ghana         | 53.13 | 52.53 | 51.37 | 53.13 | 921   |      | 5331    |
| 3   | A      | Tat'jana Černova           | Russia        | 46.63 | 52.95 | X     | 52.95 | 917   | SB   | 5887    |
| 4   | A      | Jennifer Oeser             | Germania      | 51.30 | –     | –     | 51.30 | 885   | PB   | 5613    |
| 5   | A      | Lilli Schwarzkopf          | Germania      | 49.69 | 47.81 | 43.97 | 49.69 | 854   |      | 5432    |
| 6   | A      | Austra Skujytė             | Lituania      | 49.19 | 47.57 | 48.90 | 49.19 | 844   | SB   | 5517    |
| 7   | A      | Natalija Dobryns'ka        | Ucraina       | 48.00 | X     | 46.74 | 48.00 | 821   | SB   | 5594    |
| 8   | A      | Ruky Abdulai               | Canada        | 44.48 | 45.67 | 46.35 | 46.35 | 790   |      | 5323    |
| 9   | A      | Aiga Grabuste              | Lettonia      | 43.46 | 44.71 | 45.82 | 45.82 | 779   |      | 5334    |
| 10  | A      | Ida Marcussen              | Norvegia      | 44.90 | X     | 40.38 | 44.90 | 762   |      | 4961    |
| 11  | B      | Kateřina Cachová           | Rep. Ceca     | 43.89 | 36.66 | 43.98 | 43.98 | 744   |      | 5021    |
| 12  | A      | Julia Mächtig              | Germania      | 43.74 | 42.26 | 42.31 | 43.74 | 739   |      | 5232    |
| 13  | B      | Hyleas Fountain            | Stati Uniti   | 42.09 | 42.85 | 43.42 | 43.42 | 733   | SB   | 5611    |
| 14  | A      | Ljudmyla Josypenko         | Ucraina       | 42.94 | X     | 42.49 | 42.94 | 724   |      | 5361    |
| 15  | A      | Grit Šadeiko               | Estonia       | 41.23 | 42.84 | X     | 42.84 | 722   |      | 5190    |
| 16  | A      | Györgyi Farkas             | Ungheria      | 41.66 | 42.15 | X     | 42.15 | 709   |      | 4882    |
| 17  | B      | Louise Hazel               | Gran Bretagna | 40.53 | 41.75 | 39.37 | 41.75 | 701   |      | 5262    |
| 18  | B      | Anna Bogdanova             | Russia        | 41.38 | 37.87 | 39.93 | 41.38 | 694   | PB   | 5396    |
| 19  | B      | Karolina Tymińska          | Polonia       | 39.87 | X     | 41.32 | 41.32 | 693   | PB   | 5508    |
| 20  | B      | Jessica Samuelsson         | Svezia        | 41.32 | 38.12 | X     | 41.32 | 693   | PB   | 5157    |
| 21  | B      | Jessica Ennis              | Gran Bretagna | 38.17 | 39.95 | 39.14 | 39.95 | 666   |      | 5754    |
| 22  | B      | Jessica Zelinka            | Canada        | 35.31 | 39.59 | 37.85 | 39.59 | 659   |      | 5341    |
| 23  | B      | Sharon Day                 | Stati Uniti   | 39.14 | 38.41 | 35.88 | 39.14 | 651   |      | 5161    |
| 24  | B      | Remona Fransen             | Paesi Bassi   | 38.03 | 37.66 | 33.38 | 38.03 | 630   |      | 5159    |
| 25  | B      | Alina F'odorova            | Ucraina       | 34.22 | 33.84 | 37.13 | 37.13 | 612   | PB   | 5064    |
| 26  | B      | Francesca Doveri           | Italia        | 35.09 | 33.55 | X     | 35.09 | 573   | SB   | 4867    |

### 800 m piani
| Pos | Batt. | Nome                       | Nazione       | Tempo   | Punti | Note |
| --- | ----- | -------------------------- | ------------- | ------- | ----- | ---- |
| 1   | 3     | Karolina Tymińska          | Polonia       | 2:05.21 | 1036  | PB   |
| 2   | 3     | Jessica Ennis              | Gran Bretagna | 2:07.81 | 997   | PB   |
| 3   | 3     | Tat'jana Černova           | Russia        | 2:08.04 | 993   | SB   |
| 4   | 1     | Jessica Samuelsson         | Svezia        | 2:10.20 | 962   | SB   |
| 5   | 3     | Jennifer Oeser             | Germania      | 2:10.39 | 959   | PB   |
| 6   | 1     | Ida Marcussen              | Norvegia      | 2:11.01 | 950   | PB   |
| 7   | 3     | Natalija Dobryns'ka        | Ucraina       | 2:11.34 | 945   | PB   |
| 8   | 2     | Jessica Zelinka            | Canada        | 2:12.62 | 927   |      |
| 9   | 1     | Francesca Doveri           | Italia        | 2:13.14 | 919   |      |
| 10  | 1     | Györgyi Farkas             | Ungheria      | 2:14.33 | 902   | SB   |
| 11  | 2     | Ljudmyla Josypenko         | Ucraina       | 2:14.37 | 902   |      |
| 12  | 2     | Aiga Grabuste              | Lettonia      | 2:14.82 | 895   |      |
| 13  | 2     | Lilli Schwarzkopf          | Germania      | 2:15.26 | 889   |      |
| 14  | 2     | Ruky Abdulai               | Canada        | 2:15.29 | 889   | PB   |
| 15  | 1     | Kateřina Cachová           | Rep. Ceca     | 2:15.43 | 887   |      |
| 16  | 2     | Louise Hazel               | Gran Bretagna | 2:15.44 | 887   |      |
| 17  | 1     | Sharon Day                 | Stati Uniti   | 2:15.74 | 882   | SB   |
| 18  | 1     | Remona Fransen             | Paesi Bassi   | 2:16.80 | 868   |      |
| 19  | 2     | Julia Mächtig              | Germania      | 2:17.14 | 863   |      |
| 20  | 2     | Margaret Simpson           | Ghana         | 2:17.91 | 852   |      |
| 21  | 2     | Anna Bogdanova             | Russia        | 2:18.34 | 846   |      |
| 22  | 1     | Alina F'odorova            | Ucraina       | 2:18.51 | 844   |      |
| 23  | 3     | Austra Skujytė             | Lituania      | 2:23.21 | 780   |      |
| 24  | 3     | Antoinette Nana Djimou Ida | Francia       | 2:28.74 | 709   |      |
|     | 1     | Grit Šadeiko               | Estonia       | DNF     | 0     |      |
|     | 3     | Hyleas Fountain            | Stati Uniti   | DNF     | 0     |      |

### Classifica finale
| Pos | Nome                       | Paese         | Punti | Note |
| --- | -------------------------- | ------------- | ----- | ---- |
| 1   | Jessica Ennis              | Gran Bretagna | 6751  |      |
| 2   | Jennifer Oeser             | Germania      | 6572  |      |
| 3   | Karolina Tymińska          | Polonia       | 6544  | PB   |
| 4   | Natalija Dobryns'ka        | Ucraina       | 6539  | SB   |
| 5   | Lilli Schwarzkopf          | Germania      | 6321  |      |
| 6   | Antoinette Nana Djimou Ida | Francia       | 6309  |      |
| 7   | Austra Skujytė             | Lituania      | 6297  |      |
| 8   | Jessica Zelinka            | Canada        | 6268  |      |
| 9   | Anna Bogdanova             | Russia        | 6242  | SB   |
| 10  | Aiga Grabuste              | Lettonia      | 6229  |      |
| 11  | Ruky Abdulai               | Canada        | 6212  | PB   |
| 12  | Margaret Simpson           | Ghana         | 6183  |      |
| 13  | Louise Hazel               | Gran Bretagna | 6149  |      |
| 14  | Jessica Samuelsson         | Svezia        | 6119  |      |
| 15  | Julia Mächtig              | Germania      | 6095  |      |
| 16  | Sharon Day                 | Stati Uniti   | 6043  |      |
| 17  | Remona Fransen             | Paesi Bassi   | 6027  |      |
| 18  | Ida Marcussen              | Norvegia      | 5911  |      |
| 19  | Kateřina Cachová           | Rep. Ceca     | 5908  |      |
| 19  | Alina F'odorova            | Ucraina       | 5908  |      |
| 21  | Francesca Doveri           | Italia        | 5786  |      |
| 22  | Györgyi Farkas             | Ungheria      | 5784  |      |
| 23  | Hyleas Fountain            | Stati Uniti   | 5611  |      |
| 24  | Grit Šadeiko               | Estonia       | 5190  |      |
|     | Sara Aerts                 | Belgio        | dnf   |      |
|     | Wassana Winatho            | Thailandia    | dnf   |      |
|     | Tat'jana Černova           | Russia        | dq    |      |
|     | Ljudmyla Josypenko         | Ucraina       | dq    |      |